# عمیق (فیلم ۱۹۷۷)
عمیق (انگلیسی: The Deep) یک فیلم در ژانر ماجراجویی، ترسناک، اکشن، و معمایی به کارگردانی پیتر ییتس است که در سال ۱۹۷۷ منتشر شد.

## بازیگران
- رابرت شاو
- جکلین بیسیت
- نیک نولتی
- لوئیس گوست، جونیور
- ایلای والاک
- دیک آنتونی ویلیامز